# Herklotsichthys castelnaui
Herklotsichthys castelnaui és una espècie de peix pertanyent a la família dels clupeids.

## Descripció
- Pot arribar a fer 20cm de llargària màxima (normalment, en fa 14).
- 16-19 radis tous a l'aleta dorsal i 17-21 a l'anal.
- Nombre de vèrtebres: 41-42.[5][6]

## Hàbitat
És un peix d'aigua dolça, salabrosa i marina; pelàgic-nerític i de clima tropical (24°S-39°S, 149°W-156°E) que viu entre 0-50 m de fondària.

## Distribució geogràfica
Es troba a l'est d'Austràlia (des de Queensland fins a Nova Gal·les del Sud) i el riu Fly (Papua Nova Guinea).

## Observacions
És inofensiu per als humans.